# Herzogtum Wieluń

Wappen des Herzogtums

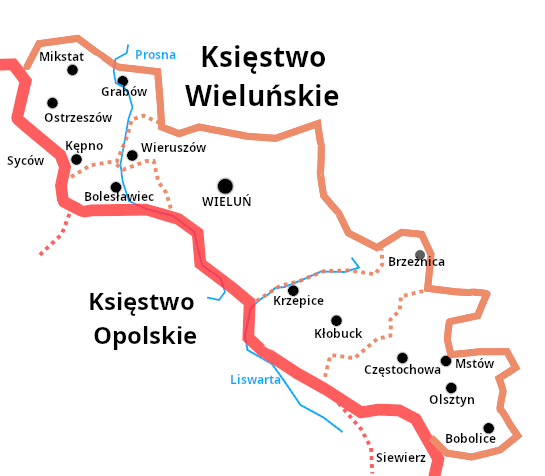
Herzogtum Wieluń

Das Herzogtum Wieluń (polnisch Księstwo wieluńskie; lateinisch Ducatus Velumensis, deutsch auch Herzogtum Welun) entstand 1370 durch Verleihung des Weluner Landes vom polnischen König Ludwig I. von Anjou an den Oppelner Herzog Wladislaus II.

## Geschichte
Nach dem Tod des letzten polnischen Königs Kasimir III. aus dem kujawischen Zweig der Piasten 1370 sorgte Wladislaus für einen reibungslosen Übergang der polnischen Krone an den ungarischen König Ludwig von Anjou, der im selben Jahr zum König von Polen gekrönt wurde. Nachfolgend verlieh König Ludwig Wladislaus u. a. in seinem neu gewonnenen Königreich Polen das Weluner Land mit den begrenzenden Gebieten: von Polnisch-Bunzlau an der Prosna, sowie westlich der Prosna das Gebiet um Ostrzeszów und Kępno im Bistum Breslau, administrativ häufiger unter Kalisz. 1378 wurde die Verleihung im Südosten vergrößert, hinter der Liswarta, mit Krzepice, Olsztyn, Bobolice und Tschenstochau im Bistum Krakau bzw. Kleinpolen, sowie mit Brzeźnica im Sieradzer Land.
Wladislaus titulierte sich als dux Velunensis – Herzog von Wieluń. Das Herzogtum wurde in sechs Kreise (lat. districtus) – Wieluń, Bolesławiec, Brzeźnica, Krzepice, Olsztyn und Ostrzeszów – geteilt, wo der Herzog meistens schlesische Beamter installierte. Im Namen des Herzogs leitete das Herzogtum administrativ der Generalstarost (capitaneus generalis).
Die Abtrennung des Herzogtums vom Königreich Polen (manchmal wurde das Herzogtum Wieluń sogar als Teil Schlesiens betrachtet) rief Unzufriedenheit des polnischen Adels hervor, die die Reinkorporation vom König Władysław II. Jagiełło verlangte.
Ab 1388 kam es zwischen König Jagiełło und Wladislaus zu kriegerischen Auseinandersetzungen, deren Ursache die zunehmend antipolnische Politik Wladislaus’ war. Mit seiner einflussreichen Position verfolgte er 1391 den Plan, das Königreich Polen zu zerschlagen und es zwischen den Königreichen Ungarn und Böhmen, dem Kurfürstentum Brandenburg und dem Deutschen Orden aufzuteilen. Noch 1391 unterwarf der polnische König die Burgen Olsztyn, Krzepice und Wieluń. 1392 unternahm König Jagiełło einen Kriegszug in das Oppelner Land und verwüstete es, Bolesławiec wurde als der letzte Kreis des Herzogtums Wieluń erobert. 1393 und 1396 folgten jedoch noch zwei Kriegszüge im Weluner Land.